# 1re brigade de dragons portés
Pour les articles homonymes, voir 1re brigade et brigade de dragons portés.
La 1re brigade de dragons portées de réserve générale (1re brigade DP de RG) est une unité de l'Armée de terre qui a existé de septembre à décembre 1939.

## Historique
Elle est créée à la mobilisation, le 13 septembre 1939, mise sur pied à Angers. Elles sont constituées avec deux régiments de dragons portés (RDP) formés de réservistes mobilisés, le 14e et le 15e RDP, chacun à deux bataillons à quatre escadrons (un escadron motocycliste, deux escadrons portés sur camionnettes et un escadron de mitrailleuses et d'engins),.
La 1re brigade est, à partir de fin septembre, envoyée dans la région Paris, officiellement pour faire face à une attaque de parachutistes allemands sur la capitale mais surtout pour maintenir l'ordre en cas de troubles dans Paris ou sa ceinture ouvrière. Elle est renforcée par les XXIe bataillons (bataillons d'instruction) du 5e et du 117e RI.
Les brigades de dragons portés sont rattachées au corps de cavalerie, la 1re brigade de DP étant subordonnée « pour emploi » à la 1re division légère mécanique.
En décembre 1939, la 1re brigade DP de RG est dissoute, pour former les divisions légères de cavalerie,,.

## Composition
- 14e régiment de dragons portés, mis sur pied à Angers,
- 15e régiment de dragons portés, mis sur pied à Lyon.